# Кудряшов, Дмитрий Александрович (футболист)
Дми́трий Алекса́ндрович Кудряшо́в (13 мая 1983, Нижнекамск, Татарская АССР) — российский футболист; тренер. Мастер спорта России.

## Карьера
Начал карьеру в ижевском «Зените», который вскоре был переименован в «Динамо». Первым тренером был Станислав Юрьевич Каратаев. Затем оказался во французском клубе «Сент-Этьен», но не провёл ни одного матча за его основную команду, во втором же составе забил 4 гола в 9 играх за 2 года, после чего покинул клуб. 8 марта 2002 года дебютировал в российской премьер-лиге в составе московского «Спартака» в матче 1-го тура против «Ростсельмаша» (0:0). Следующие два сезона провёл в самарских «Крыльях Советов». 2005 год начал в «Крыльях», однако по ходу сезона перешёл в «Анжи». В 2006 году оказался в латвийской команде Сергея Юрана «Диттон». С 2007 года выступал за ярославский «Шинник». 16 января 2009 года ушёл из клуба. В марте 2009 года перешёл во владивостокский клуб «Луч-Энергия», где затем был капитаном команды. 15 января 2010 года заключил контракт с «Сатурном» из Московской области по схеме «1+1». 6 июля 2010 года покинул клуб и вернулся в «Луч-Энергию». В сезоне 2011/12 играл за «Нижний Новгород», являлся капитаном и одним из ключевых игроков команды. 27 июня 2012 года пополнил состав нижегородской «Волги». В июле 2013 года перешёл в московское «Торпедо», а затем вернулся в «Луч-Энергию». Летом 2014 года продолжил карьеру в «Спартаке-2».
В Премьер-лиге провёл 79 матчей, забил 10 мячей.
В составе сборной России до 16 лет играл на чемпионате Европы 1999 года в Чехии.

## Достижения
- Бронзовый призёр чемпионата России (2): 2002, 2004
- Победитель Первого дивизиона: 2007
- Бронзовый призёр ФНЛ: 2011/12
- Обладатель Кубка ФНЛ: 2014